# 横浜海軍航空隊

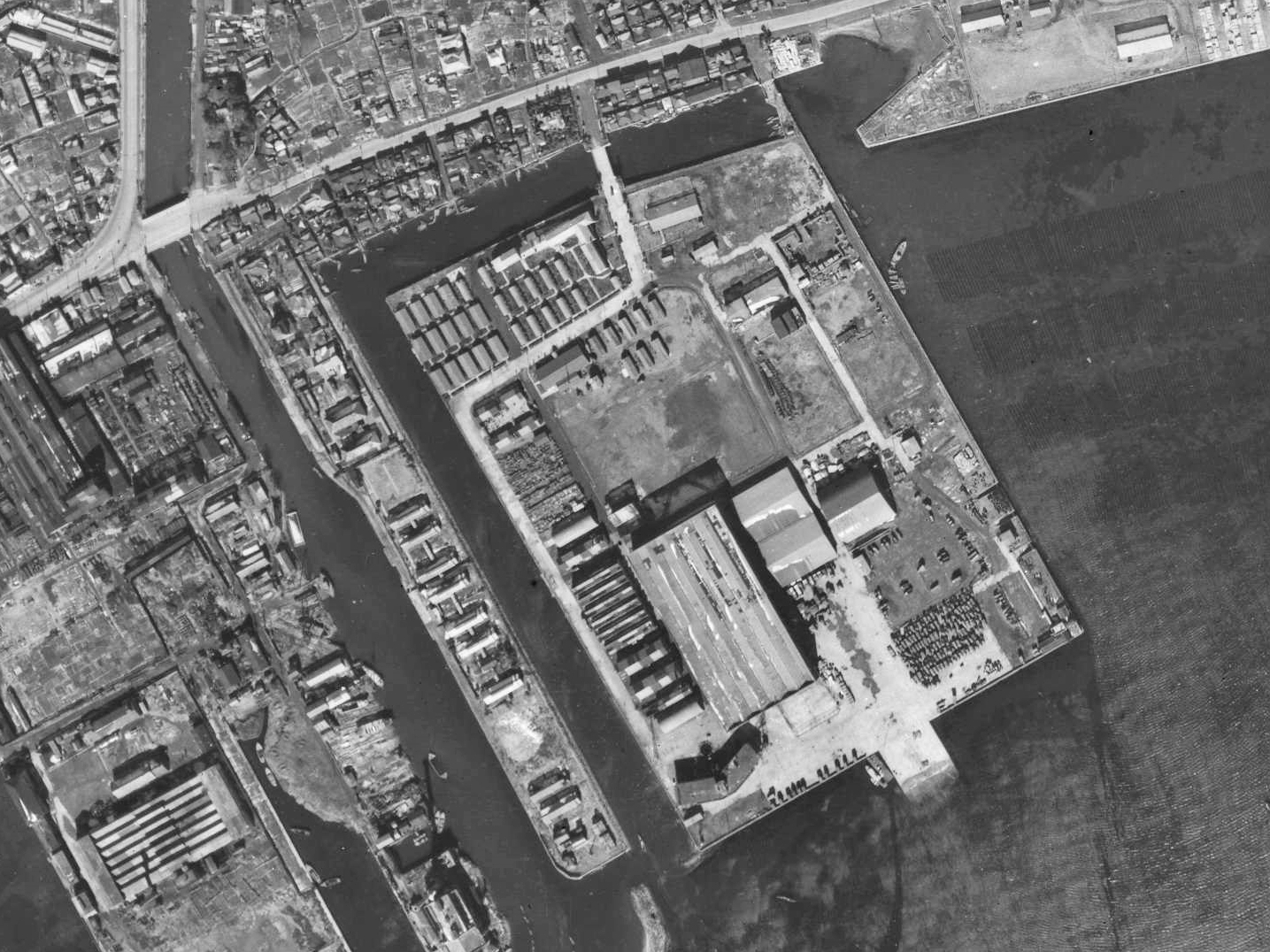
第十一横浜水上基地(根岸飛行場)跡地（1947年）
飛行艇が港湾に進水するアプローチ部分が確認できる。

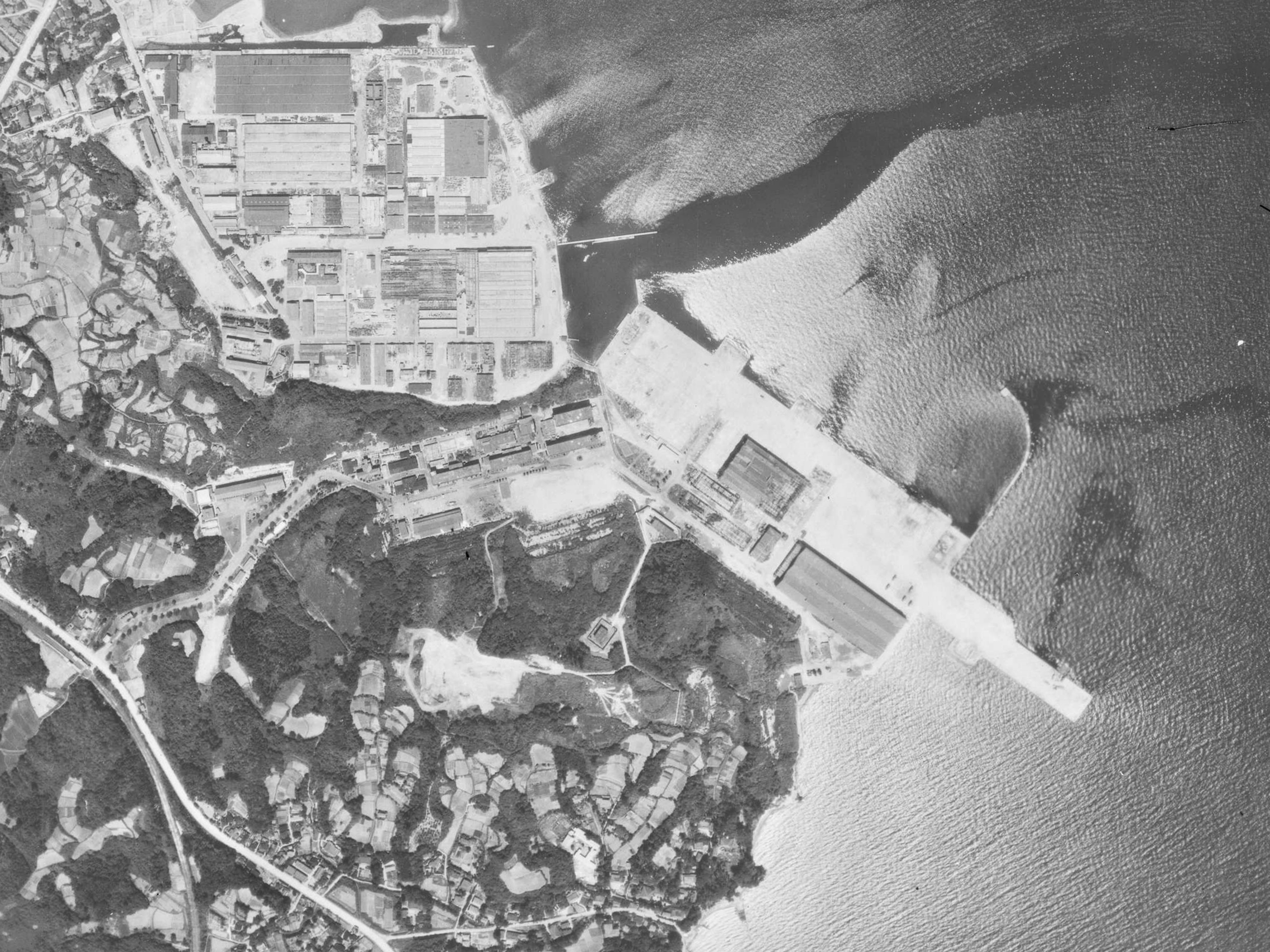
横浜水上基地(富岡飛行場)跡地（1947年）
根岸に移転する前の横浜水上基地(富岡飛行場)跡地。港湾に進水するアプローチ部分が確認できる。

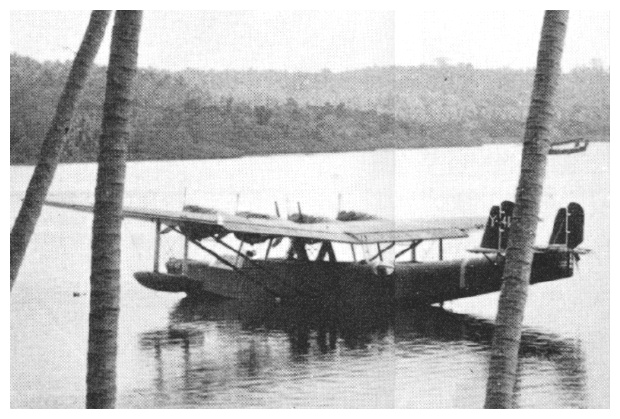
川西航空機製造・横浜海軍航空隊所属のH6K5（ソロモン諸島）

横浜海軍航空隊（よこはまかいぐんこうくうたい）および1942年11月1日より改称した第八〇一海軍航空隊は、日本海軍の部隊の一つ。海軍初の飛行艇部隊として、外洋偵察・哨戒行動に従事した。

## 沿革

### 横浜空
建設に手間取る陸上飛行場の代替措置として、内南洋諸島の偵察活動を円滑に進めるため、飛行艇部隊の設立を②計画に盛り込んだ。初めての飛行艇部隊として1936年10月1日、横浜市磯子区（現在は金沢区）根岸海岸に横浜海軍航空隊を開いた。飛行艇12機。横須賀鎮守府所属。同時に基地には大日本航空所属の南洋航空路用飛行艇も間借りした。
1939年、11月15日、第四艦隊附属、内南洋哨戒に従事。1940年11月15日、第四連合航空隊(連合艦隊直率)が新編され、横浜空も編入され、飛行艇16機に増強、対艦雷撃訓練開始。1941年1月15日、四連空は第二十四航空戦隊に改称し、第四艦隊に移籍。
1941年11月28日、開戦に備えヤルート環礁イミエジ基地に進出、飛行艇24機。同年12月8日、太平洋戦争（大東亜戦争）勃発。マーシャル諸島外縁の哨戒活動に従事。ウェーク島・マキン環礁に一部派遣。1942年1月8日、相次ぐ対艦雷撃の失敗のため、以後の飛行艇雷撃行動を凍結。2月1日、マーシャル・ギルバート諸島機動空襲で、イミエジ基地から捜索に出た1機が未帰還、マキン派遣隊の2機が地上撃破。2月10日、本隊はラバウルに進出。3月4日2機で第1次K作戦決行。
1942年4月1日、第25航空戦隊が新編される。25航戦は編制上第11航空艦隊所属だが、連合艦隊は軍隊区分で南洋部隊に配属させた。開戦以来南洋部隊基地航空隊として南洋群島、南東の航空作戦に任じてきた24航戦に代わり、25航戦がラバウル方面となり西方空襲部隊任務を引き継いだ。横浜空は台南空、四空とともに25航戦となった。定数は大艇12（補用4）、水上戦闘機9（補用3）。二式水上戦闘機を装備。全機ショートランド島に進出。マーシャル諸島に新編した第十四航空隊を置くため、8機を抽出残留。飛行艇16機でソロモン諸島に進出。以後、ツラギ島を拠点にソロモン諸島周辺で哨戒・偵察活動に従事。
1942年8月7日、ツラギ島に敵海兵隊上陸。全機駐機場で破壊、宮崎重敏司令以下総員玉砕。1942年10月1日、横浜で再編(飛行艇16機)。

### 八〇一空
1942年11月1日、第八〇一海軍航空隊に改称。再び二五航戦に編入され、ラバウルへ進出。以後、ラバウル周辺の哨戒活動に従事。
1943年5月18日、第二十七航空戦隊(第十二航空艦隊所属)を新編、幌筵島に転出。以後、千島列島沖の哨戒活動に従事。1944年2月3日、トラック環礁に7機進出。5日間限定でマーシャル諸島残存航空隊員の救出活動に従事。2月12日、八〇二空1機とともに3機でクェゼリン環礁ルオット島を空襲。7月10日、二七航戦は新編した第三航空艦隊に転籍。以後、横浜を拠点として本土東方・小笠原諸島の哨戒行動に従事。水上偵察機24機を増強。
1945年1月1日、海上護衛総司令部直率に転籍。水上偵察機8機・陸上攻撃機48機を増強。2月11日、新編した第五航空艦隊に転籍。飛行艇全機を詫間海軍航空隊に移譲・陸上攻撃機24機に半減。4月1日、水上偵察機を全廃、陸上攻撃機のみの96機体制に変更。2月、飛行艇を詫間海軍航空隊に集中配備することになり、全機を供出した。4月からは陸上攻撃機のみとなったが、燃料払底による飛行制限と空襲による破壊で機体稼働率は急速に低下した。しかし本土決戦要員の所属部隊として名目上は部隊が存続していた。
1945年8月終戦に伴い解隊。戦後、使用していた基地は米軍の通信基地、朝鮮戦争の頃からは富岡倉庫地区としても使用され、この倉庫地区は1971年に返還された。現在は神奈川県警察の機動隊基地や富岡総合公園になっている。公園の道路両脇には石造りの隊門が現存。1981年（昭和56年）6月、旧基地内で隊の守護神として祀られていた「鳥船神社」（1938年に伊勢山皇大神宮より分霊を受けて創建）の跡地に「浜空神社」を創建した。2008年（平成20年）6月、旧隊員の高齢化等で維持困難となり、追浜の雷神社に移転した。現在は神社跡地に「鎮魂　海軍飛行艇隊碑」が建立され、旧隊員と遺族からなる浜空会により、毎年4月の慰霊祭と8月の慰霊会が執り行われている。

## 使用機種
- 九七式飛行艇…開戦時-1942年8月玉砕までの主力飛行艇
- 二式飛行艇…1942年10月再編後の主力飛行艇
- 二式水上戦闘機…1942年4月ラバウル進出時の護衛戦闘機
- 一式陸上攻撃機…1945年1月海上護衛任務の主力機
- 彩雲…1945年1月海上護衛任務の偵察機

## 歴代司令
- 加藤尚雄 大佐：1936年10月1日 - 1937年11月15日[4]
- 市丸利之助 大佐：1937年11月15日 - 1938年12月15日[5]
- 三木森彦 大佐：1938年12月15日 - 1939年11月15日[6]
- 有馬正文 大佐：1939年11月15日 - 1941年4月17日[7]
- 横井俊之 大佐：1941年4月17日 -
- 宮崎重敏 大佐：1942年4月20日 - 1942年8月7日ツラギ島奇襲戦で戦死
- 和田三郎：1942年11月1日 -
- 菊岡徳次郎：1942年12月15日 -
- 竹中正雄：1944年10月10日 -
- 江口英二：1945年3月1日 - 解隊